# アルメシリン
アルメシリン（英：Almecillin（INN））はペニシリンOとしても知られる、ペニシリンGと同様の抗生物質作用を持つペニシリンである。Penicillium chrysogenumから分離して得られる。